# Consorti dei duchi di Borbone
Elenco delle consorti dei duchi di Borbone.

## Signore di Borbone

### Casa di Borbone
| Immagine | Nome | Padre | Data di nascita | Matrimonio | Diventò signora di Borbone                                                                                               | Cessò di essere signora di Borbone                                                                                       | Morte | Consorte      |
| --- | --- | --- | --- | --- | --- | --- | --- | ------------- |
| | Ermengarde | | | | 950 | 954 | | Ademaro       |
| | Aldesinde | | | | 953 | 954 | | Aimone I      |
| | Rotgardis | | | 10 luglio 961 | 10 luglio 961 | 11 luglio 971/10 luglio 972                                                                                              | 11 luglio 971/10 luglio 972                                                                                              | Arcibaldo I   |
| | Ermengarde | | | 1000 | 1000 | 21 maggio 1031/33 | 22 gennaio 1034 | Arcibaldo II  |
| | Beletrud | | | | 21 maggio 1031/33 | | | Arcibaldo III |
| | Aurea | | | | | 16 agosto 1078 | | Arcibaldo III |
| Il nome di sua moglie è sconosciuto ma si risposò con Adélard Guillebaut, Signore di Château-Meillant dopo la sua morte. | Il nome di sua moglie è sconosciuto ma si risposò con Adélard Guillebaut, Signore di Château-Meillant dopo la sua morte. | Il nome di sua moglie è sconosciuto ma si risposò con Adélard Guillebaut, Signore di Château-Meillant dopo la sua morte. | Il nome di sua moglie è sconosciuto ma si risposò con Adélard Guillebaut, Signore di Château-Meillant dopo la sua morte. | Il nome di sua moglie è sconosciuto ma si risposò con Adélard Guillebaut, Signore di Château-Meillant dopo la sua morte. | Il nome di sua moglie è sconosciuto ma si risposò con Adélard Guillebaut, Signore di Château-Meillant dopo la sua morte. | Il nome di sua moglie è sconosciuto ma si risposò con Adélard Guillebaut, Signore di Château-Meillant dopo la sua morte. | Il nome di sua moglie è sconosciuto ma si risposò con Adélard Guillebaut, Signore di Château-Meillant dopo la sua morte. | Arcibaldo V   |
| | Adelinde di Nevers | Guglielmo I di Nevers | | 1099 | 1116 | 1120 | | Aimone II     |
| | Agnese di Savoia | Umberto II di Savoia | 1104 | 25 gennaio 1140 | 25 gennaio 1140 | 1171 | 1180 | Arcibaldo VII |

### Casa di Dampierre
| Immagine | Nome                  | Padre                  | Data di nascita | Matrimonio     | Diventò signora di Borbone | Cessò di essere signora di Borbone | Morte | Consorte       |
| -------- | --------------------- | ---------------------- | --------------- | -------------- | -------------------------- | ---------------------------------- | ----- | -------------- |
|          | Beatrice di Montluçon | Arcibaldo di Montluçon |                 | 1215           | 18 giugno 1228             | 23 agosto 1242                     | -     | Arcibaldo VIII |
|          | Jolanda di Châtillon  | Guy II di Saint-Pol    | 1222            | 30 maggio 1228 | 23 agosto 1242             | 15 gennaio 1249                    | 1254  | Arcibaldo IX   |

### Casa dei Clermont
| Immagine | Nome            | Padre                  | Data di nascita | Matrimonio | Diventò signora di Borbone | Cessò di essere signora di Borbone | Morte | Consorte |
| -------- | --------------- | ---------------------- | --------------- | ---------- | -------------------------- | ---------------------------------- | ----- | -------- |
|          | Maria d'Avesnes | Giovanni II di Holland | 1280            | 1310       | 1310                       | 27 dicembre 1327                   | 1354  | Luigi I  |

## Duchesse di Borbone
| Immagine | Nome                        | Padre                            | Data di nascita | Matrimonio        | Diventò duchessa di Borbone | Cessò di essere duchessa di Borbone | Morte             | Consorte    |
| -------- | --------------------------- | -------------------------------- | --------------- | ----------------- | --------------------------- | ----------------------------------- | ----------------- | ----------- |
|          | Maria d'Avesnes             | Giovanni II di Holland           | 1280            | 1310              | 1310                        | 27 dicembre 1327                    | 1354              | Luigi I     |
|          | Isabella di Valois          | Carlo di Valois                  | 1313            | 25 gennaio 1336   | 29 gennaio 1342             | 19 settembre 1356                   | 26 luglio 1383    | Pietro I    |
|          | Anna d'Alvernia             | Beraldo II, delfino d'Alvernia   | 1358            | gennaio 1370      | gennaio 1370                | 19 agosto 1410                      | 22 settembre 1417 | Luigi II    |
|          | Maria di Berry              | Giovanni di Berry                | 1370            | 21 giugno 1401    | 21 giugno 1401              | 5 gennaio 1434                      | giugno 1434       | Giovanni I  |
|          | Agnese di Borgogna          | Giovanni di Borgogna             | 1407            | 17 settembre 1425 | 5 gennaio 1434              | 4 dicembre 1456                     | 1 dicembre 1476   | Carlo I     |
|          | Giovanna di Valois          | Carlo VII di Francia             | 1435            | 3 novembre 1452   | 4 dicembre 1456             | 4 maggio 1482                       | 4 maggio 1482     | Giovanni II |
|          | Caterina d'Armagnac         | Giacomo d'Armagnac               | 1466            | 28 agosto 1484    | 28 agosto 1484              | 2 marzo 1487                        | 2 marzo 1487      | Giovanni II |
|          | Giovanna di Borbone-Vendôme | Giovanni VIII di Borbone-Vendôme | 1465            | 12 aprile 1487    | 12 aprile 1487              | 1 aprile 1488                       | 22 gennaio 1511   | Giovanni II |
|          | Anna di Francia             | Luigi XI di Francia              | 3 aprile 1461   | 3 novembre 1473   | 15 aprile 1488              | 10 ottobre 1503                     | 14 novembre 1522  | Pietro II   |

### Casa di Borbone
| Immagine | Nome                               | Padre                              | Data di nascita  | Matrimonio     | Diventò duchessa di Borbone | Cessò di essere duchessa di Borbone | Morte           | Consorte              |
| -------- | ---------------------------------- | ---------------------------------- | ---------------- | -------------- | --------------------------- | ----------------------------------- | --------------- | --------------------- |
|          | Claire-Clémence de Maillé-Brézé    | Urbain de Maillé-Brézé             | 25 febbraio 1628 | febbraio 1641  | 1661                        | 5 novembre 1667                     | 16 aprile 1694  | Luigi                 |
|          | Luisa Francesca di Borbone-Francia | Luigi XIV di Francia               | 1 giugno 1673    | 25 maggio 1685 | 25 maggio 1685              | 1 aprile 1709                       | 16 giugno 1743  | Luigi II              |
|          | Maria Anna di Borbone-Conti        | Francesco Luigi di Borbone-Conti   | 18 aprile 1689   | 9 agosto 1713  | 9 agosto 1713               | 21 marzo 1720                       | 21 marzo 1720   | Luigi IV Enrico       |
|          | Carolina d'Assia-Rotenburg         | Ernesto Leopoldo d'Assia-Rotenburg | 18 agosto 1714   | 24 luglio 1728 | 24 luglio 1728              | 9 agosto 1736                       | 14 giugno 1741  | Luigi IV Enrico       |
|          | Carlotta di Rohan-Soubise          | Carlo di Rohan-Soubise             | 7 ottobre 1737   | 3 maggio 1753  | 3 maggio 1753               | 13 aprile 1756                      | 4 marzo 1760    | Luigi Giuseppe        |
|          | Batilde d'Orléans                  | Luigi Filippo I di Borbone-Orléans | 9 luglio 1750    | 24 aprile 1770 | 24 aprile 1770              | 10 gennaio 1822                     | 10 gennaio 1822 | Luigi-Enrico-Giuseppe |